# Julian Kirshner
Julian Kirshner (* um 1990) ist ein US-amerikanischer Jazz- und Improvisationsmusiker (Schlagzeug, Perkussion), der in der Musikszene Chicagos aktiv ist.

## Leben und Wirken
Kirshner begann mit zehn Jahren Schlagzeug zu lernen, als er die Gelegenheit erhielt, in der Percussion Scholarship Group des Chicago Symphony Orchestra zu spielen. In den folgenden 15 Jahren hatte er außerdem Unterricht bei Sarah Allen, David Bloom, Dylan Ryan und Frank Rosaly. Kirsher arbeitete seitdem in der Musikszene Chicagos mit Sam Weinberg, Charlie Kirchen, Keefe Jackson, Fred Lonberg-Holm und Gerrit Hatcher. Des Weiteren organisiert Kirshner die wöchentliche Veranstaltungsreihe Improvised Music Series in der Buchhandlung Myopic Books.

## Diskographische Hinweise
- Gerrit Hatcher / Julian Kirshner: Five Percent Tint (2017)
- Sam Weinberg / Charlie Kirchen / Julian Kirshner: Whip the Apron (2017)
- Keefe Jackson / Julian Kirshner / Fred Lonberg-Holm: After a Few Days (2018)
- Keefe Jackson / Jim Baker / Julian Kirshner: So Glossy and So Thin (2020)
- Gerrit Hatcher: The Good Instinct of the Morning (2020)